# Британски Хондурас
Британски Хондурас (енгл. British Honduras) је име бивше британске колоније на источној обали Средње Америке, који се спаја са југоисточним делом Мексика. Ове територије данас носе назив и припадају држави Белизе. Први Европљани су се овде населили у XVII веку и 1871. године, ова територија постаје британска краљевска колонија. Током 1964. Британски Хондурас је добио самоуправу. Белизе је прогласио независност од Британаца 21. септембра 1981. као последњи континентални посед Уједињеног Краљевства. 

## Историја колонија
Први Европљани који су се населили на територији Британског Хондураса биле су британске дрводеље које су дошли у ове крајеве 1638. године. Колонија је била од посебне важности и значаја за британског царство због својих сировина за боје и првокласног дрвета, које је служило за градњу бродова краљевске морнарице. 
Због економске кризе и територијалних захтева Шпаније колонија је била мета честих напада шпанских досељеника током XVII-XVIII века. Шпанија је хтела ову колонију преузети за себе. Посебно је априла 1754. био забележен неуспешан напад шпанског експедиционог корпуса од 1.500 војника на британски гарнизон који је тада имао само 250 војника. Сукоби су се наставили и даље и Шпанци су чак успели да освоје и униште град Белизе у септембру 1779. године. Коначну победу Британаци су извојевали у бици у заливу Сент Џорџ 10. септембра 1798. године.